# Miquel Molins Nubiola
Miquel Molins i Nubiola (Barcelona, 1953) és professor universitari a la carrera d'Història de l'Art (UAB), exerceix també de comissari en diverses exposicions, va ser director del MACBA i des de 2011 és president de la Fundació del Banc Sabadell.
Doctor en història i teoria de l'art, Molins és professor per a la Universitat Autònoma de Barcelona. Ha estat professor per les escoles Eina i Massana i també director de testis del Master Metròpolis de la Universitat Politècnica de Catalunya. L'any 1994 fou professor convidat a l'Art History, Theory and Criticism Departament de l'Escola de l'Art Institute of Chicago. L'any següent encarava la direcció del Museu d'Art Contemporani de Barcelona (MACBA) del qual en fou director fins a l'any 1998. Actualment és també president de la Fundació Banc Sabadell. Molins és també comissari de diverses exposicions, a tall d'exemple; l'exposició Figuració de l'Espai (1989-1990) i Formes de la Dissensió (1991) a l'espai 13 de la Fundació Miró.